# Карбон (коммуна)
Карбо́н (фр. Carbonne, окс. Carbona) — коммуна во Франции, находится в регионе Юг — Пиренеи. Департамент — Верхняя Гаронна. Административный центр кантона Карбон. Округ коммуны — Мюре.
Код INSEE коммуны — 31107.

## География

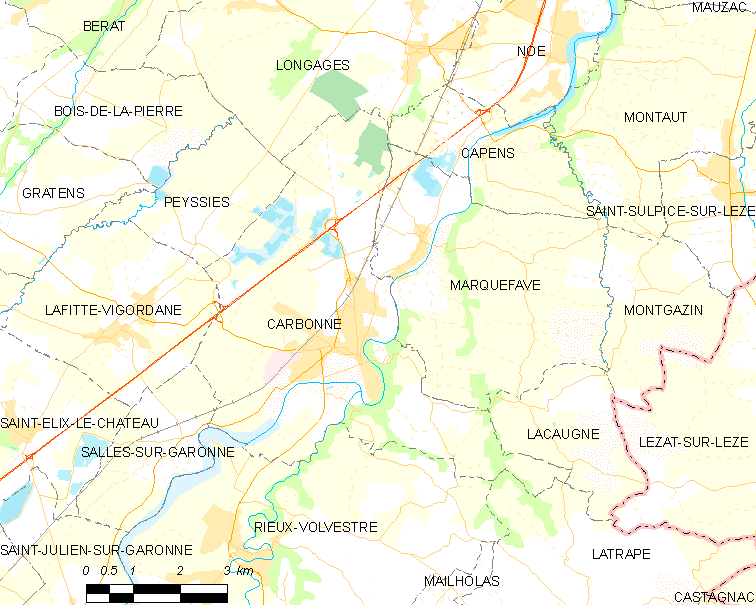
Карта коммуны

Коммуна расположена приблизительно в 630 км к югу от Парижа, в 39 км к юго-западу от Тулузы.
По территории коммуны протекает река Гаронна.

## Климат
Климат умеренно-океанический. Зима мягкая и снежная, весна характеризуется сильными дождями и грозами, лето сухое и жаркое, осень солнечная. Преобладают сильные юго-восточные и северо-западные ветры.

## Население
Население коммуны на 2010 год составляло 5205 человек.
| 1962 | 1968 | 1975 | 1982 | 1990 | 1999 | 2010 |
| ---- | ---- | ---- | ---- | ---- | ---- | ---- |
| 2625 | 3222 | 3218 | 3596 | 3795 | 3708 | 5205 |

## Администрация
| Период | Период | Фамилия     | Партия                  | Примечания |
| ------ | ------ | ----------- | ----------------------- | ---------- |
| 1958   | 1974   | Анри Шанфро |                         |            |
| 1974   | 1977   | Луи Мано    |                         |            |
| 1977   | 2013   | Ги Элле     | Социалистическая партия |            |
| 2013   | 2020   | Бернар Бро  | Социалистическая партия | врач       |

## Экономика
В 2010 году среди 3109 человек трудоспособного возраста (15—64 лет) 2325 были экономически активными, 784 — неактивными (показатель активности — 74,8 %, в 1999 году было 71,9 %). Из 2325 активных жителей работали 2048 человек (1076 мужчин и 972 женщины), безработных было 277 (108 мужчин и 169 женщин). Среди 784 неактивных 257 человек были учениками или студентами, 258 — пенсионерами, 269 были неактивными по другим причинам.

## Достопримечательности
- Церковь Св. Лаврентия (XIV век). Исторический памятник с 1965 года[4]
- Голубятня Грийон (XVI век). Исторический памятник с 2009 года[5]
- Руины замка Террас
- Плотина Манси
- Сад и музей Андре-Аббаль[6]

## Города-побратимы
- Коршенбройх (Германия)
- Фуэнте-Обехуна (Испания)
- Галльера-Венета (Италия)
- Монмут (Уэльс, Великобритания)

## Фотогалерея

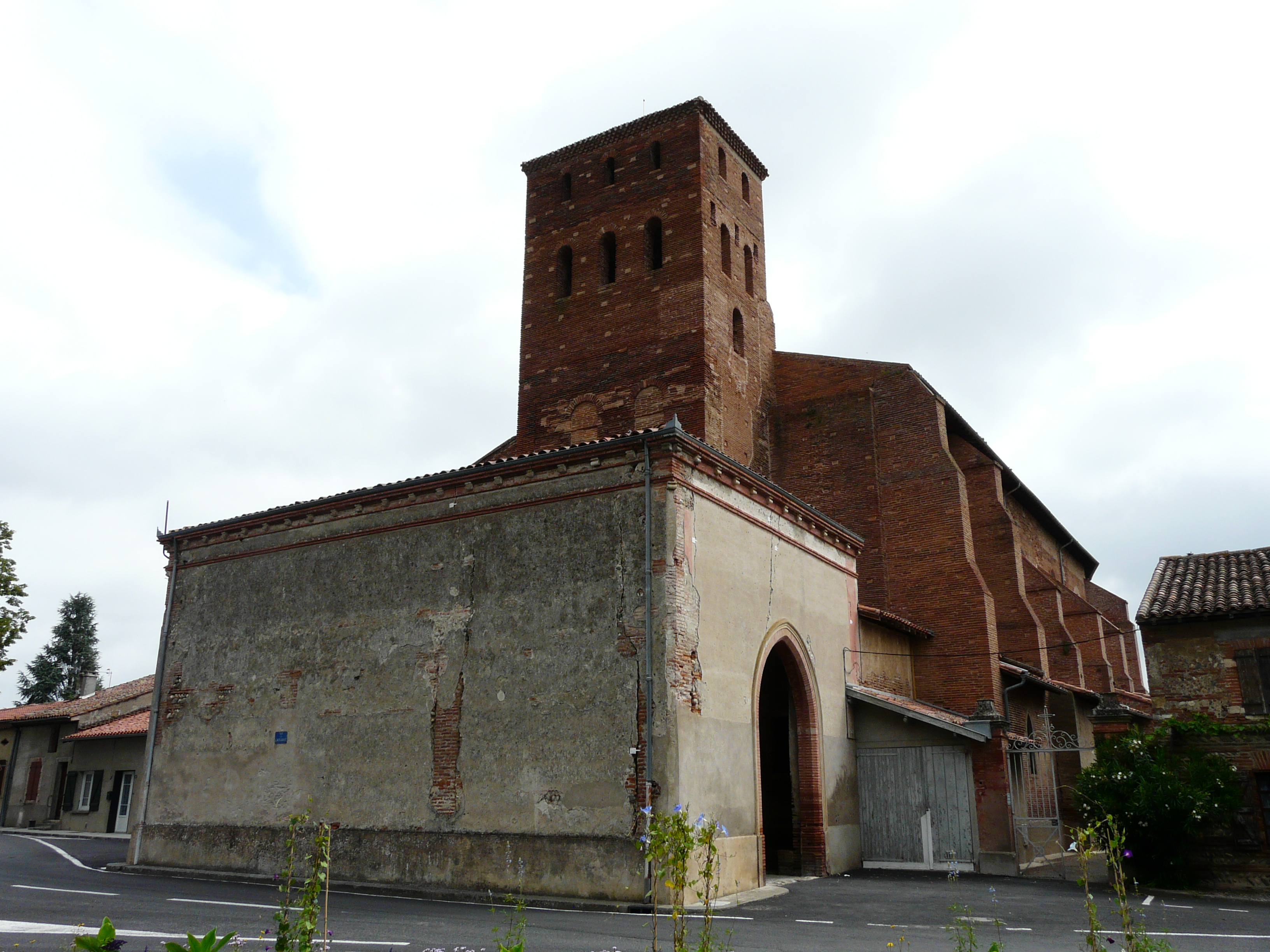
Церковь Св. Лаврентия
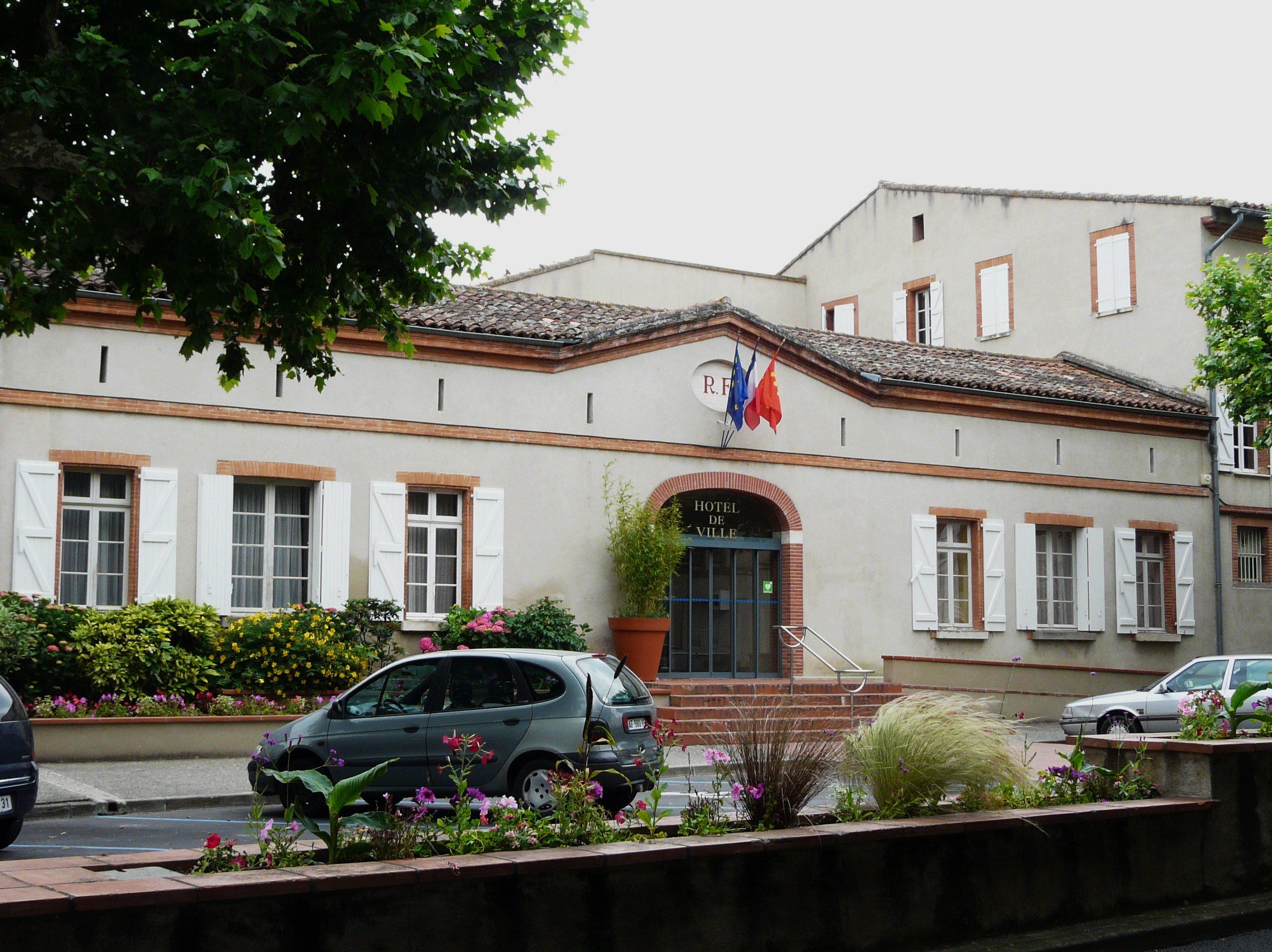
Мэрия
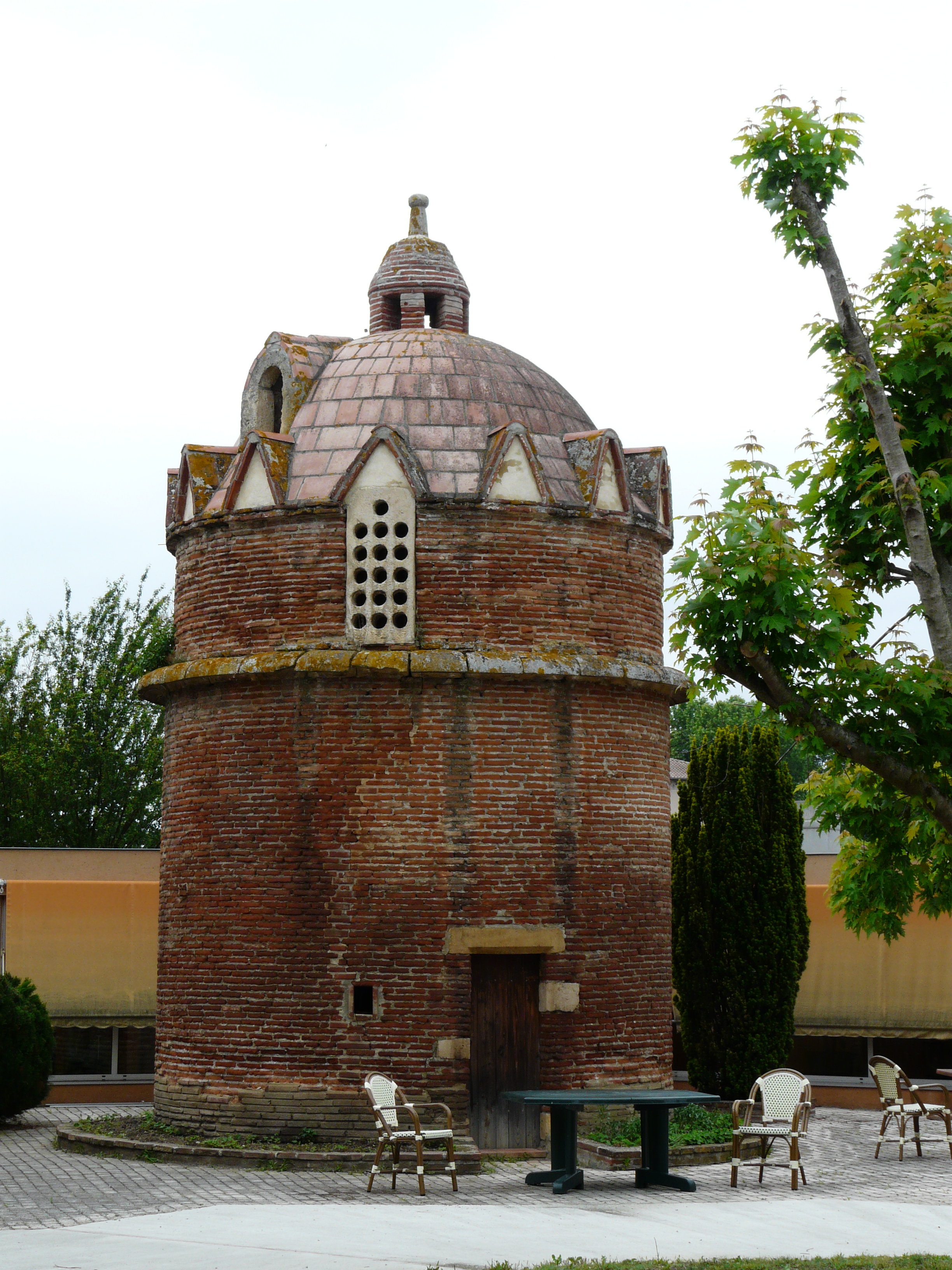
Голубятня Грийон
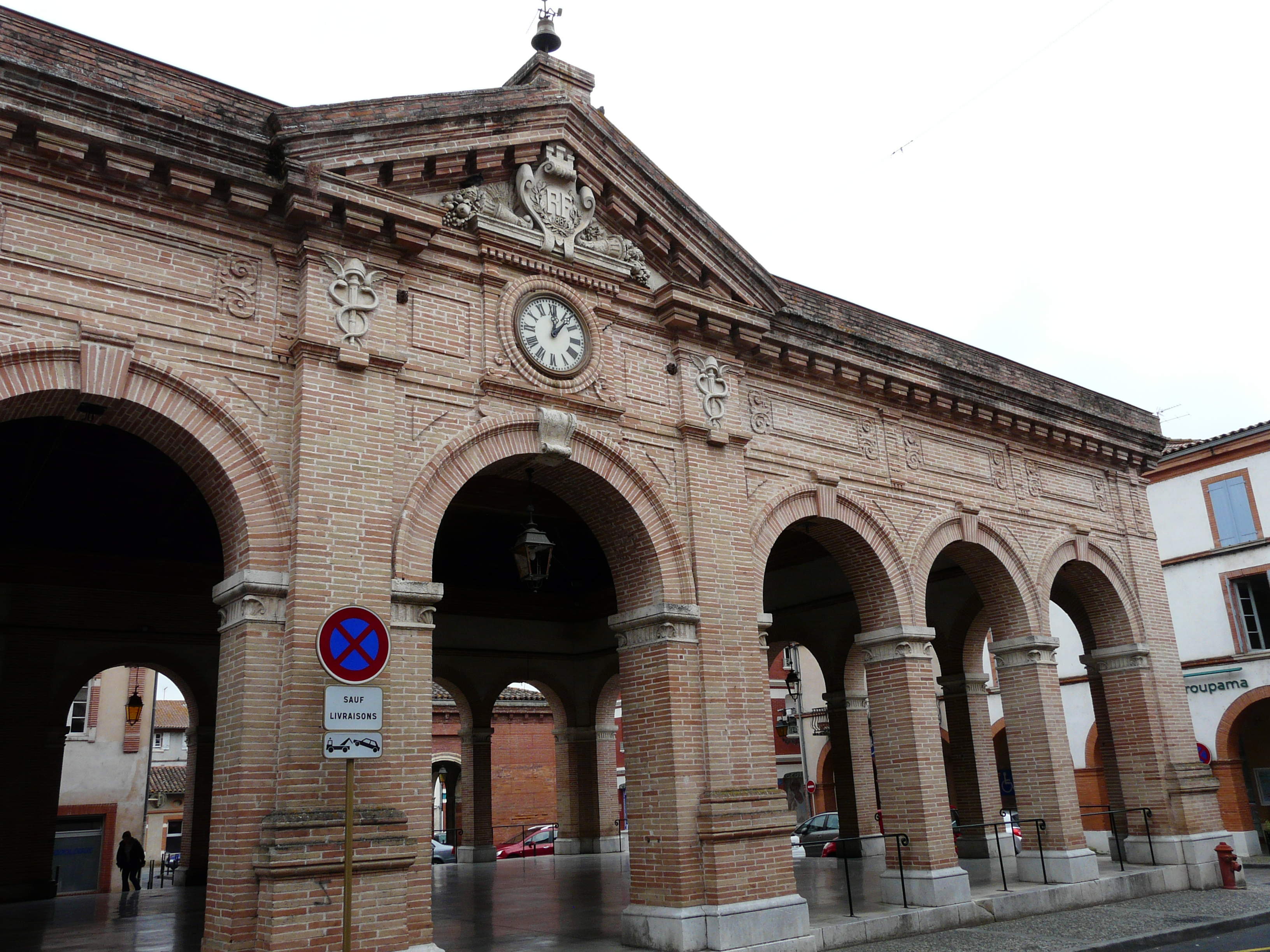
Крытый рынок
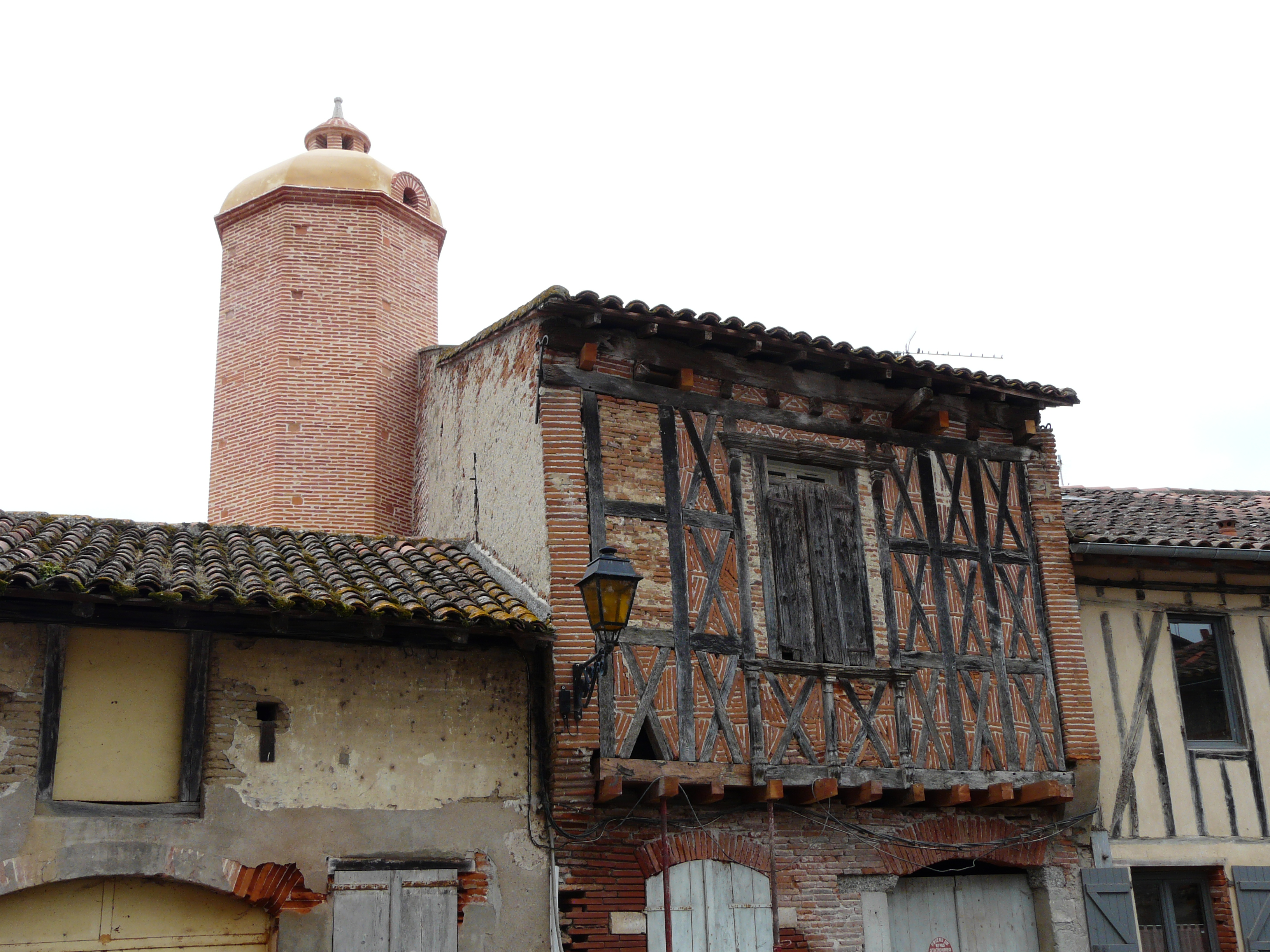
Фахверковый дом и башня Гувернёр

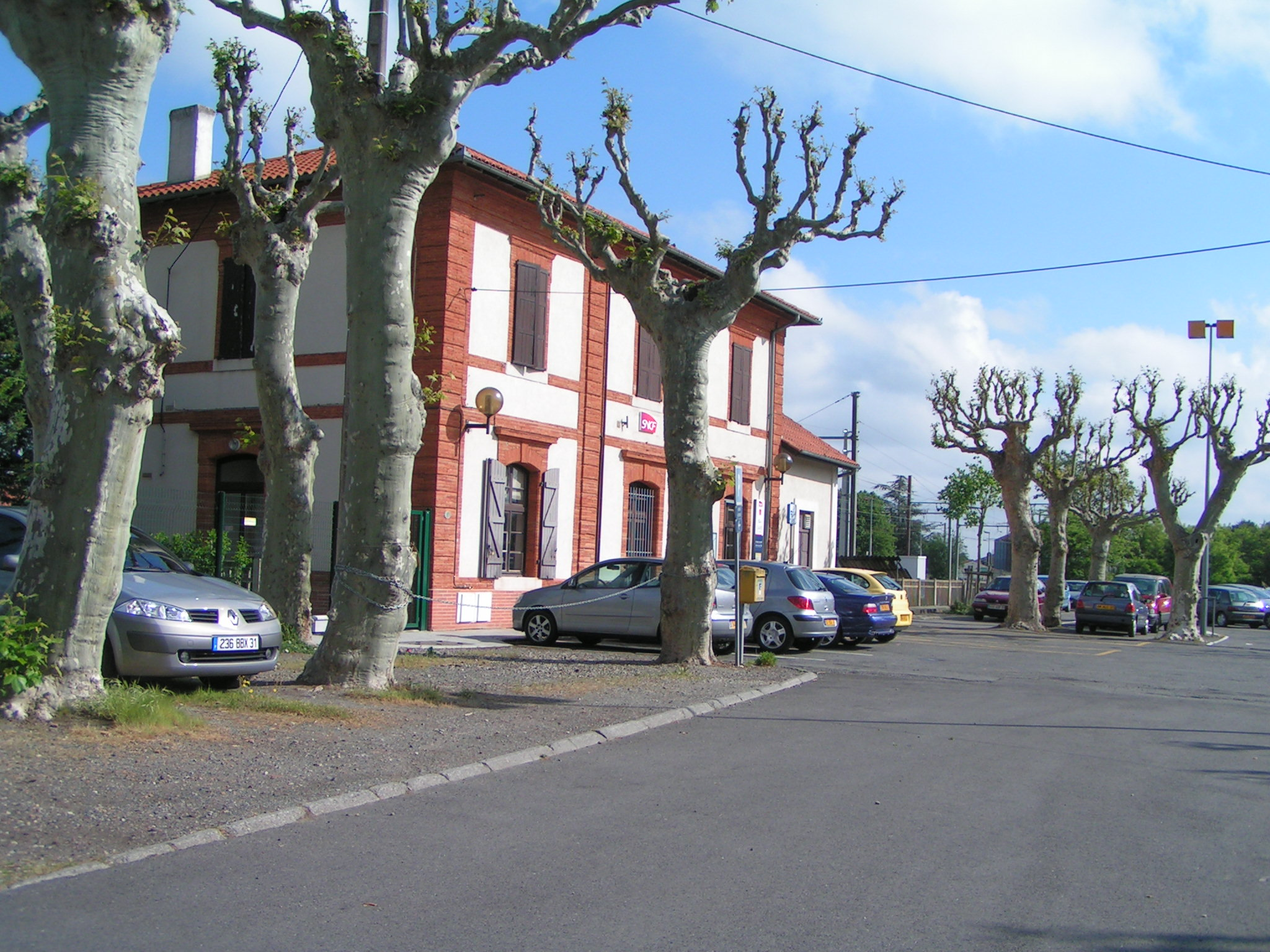
Вокзал
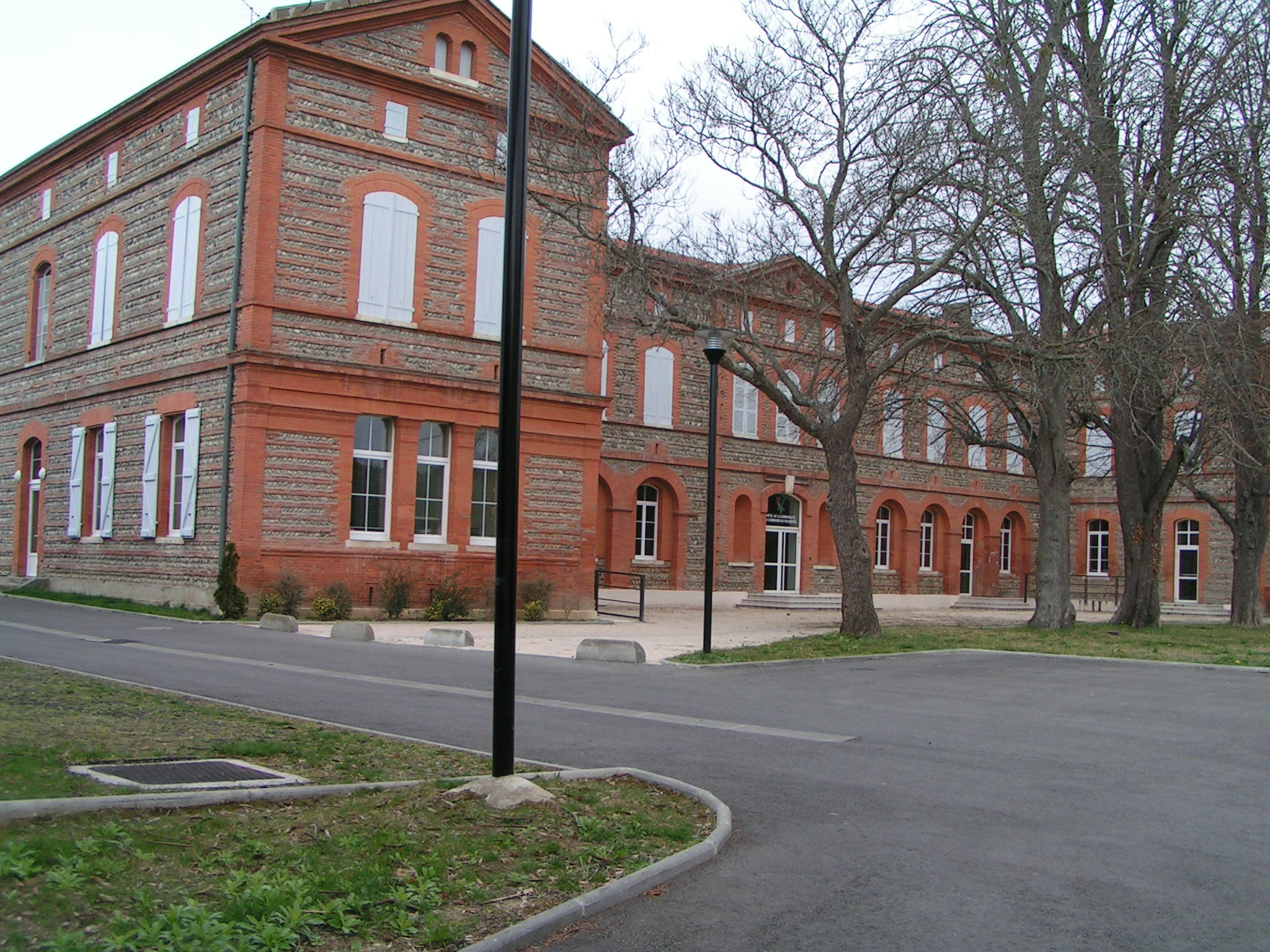
Дом Жалье
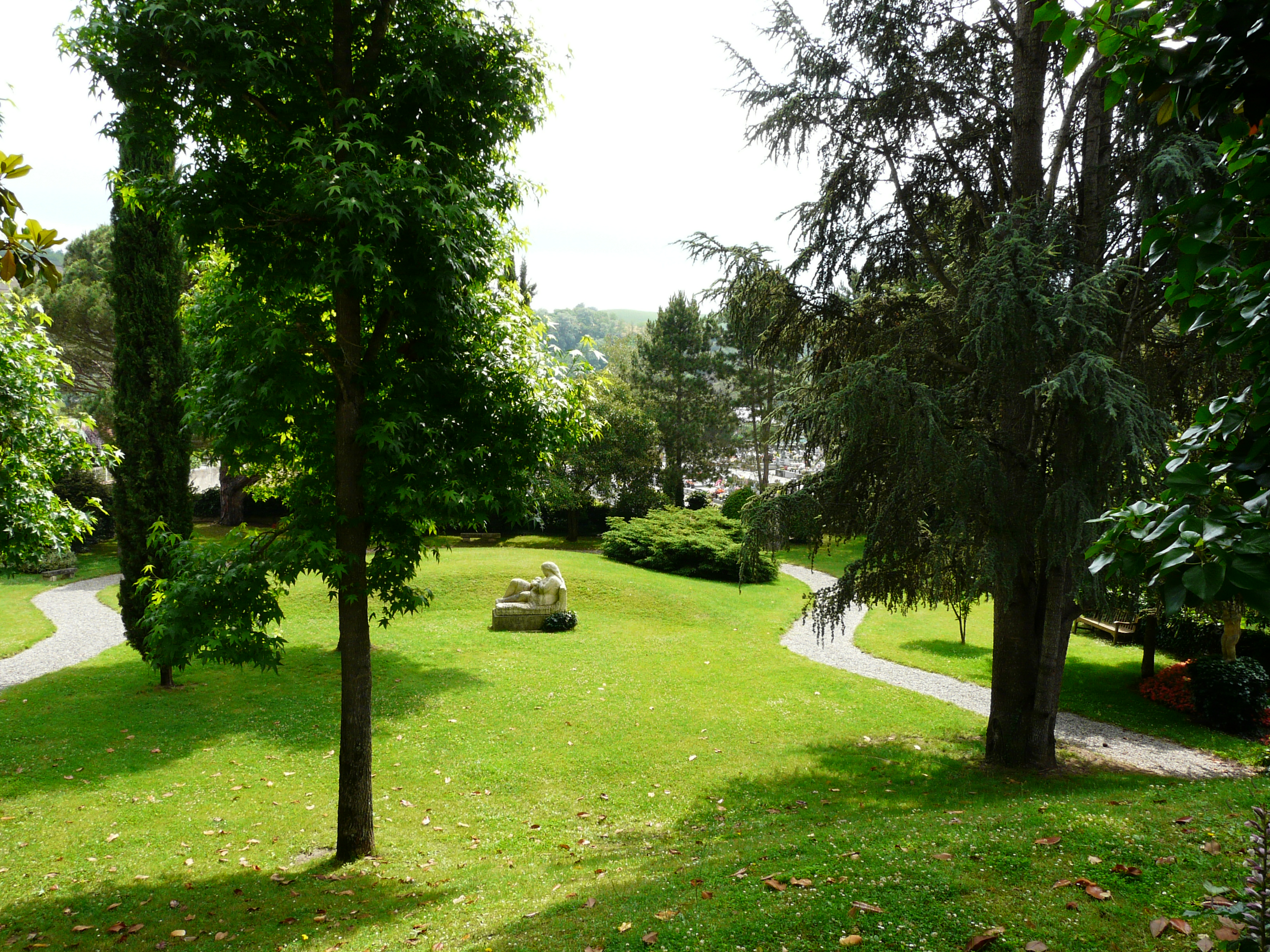
Сад музея Андре-Аббаль
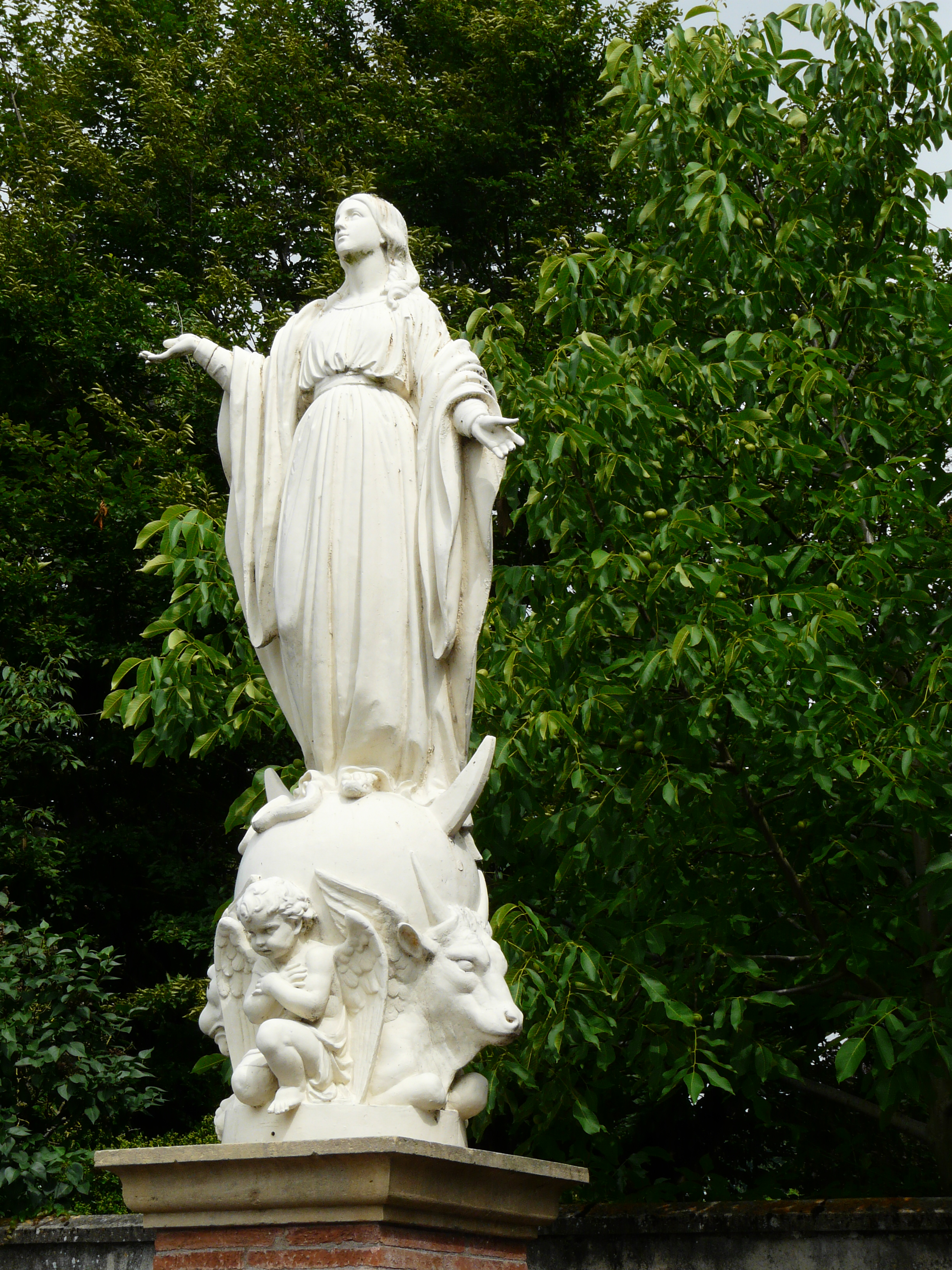
Статуя перед церковью Св. Лаврентия
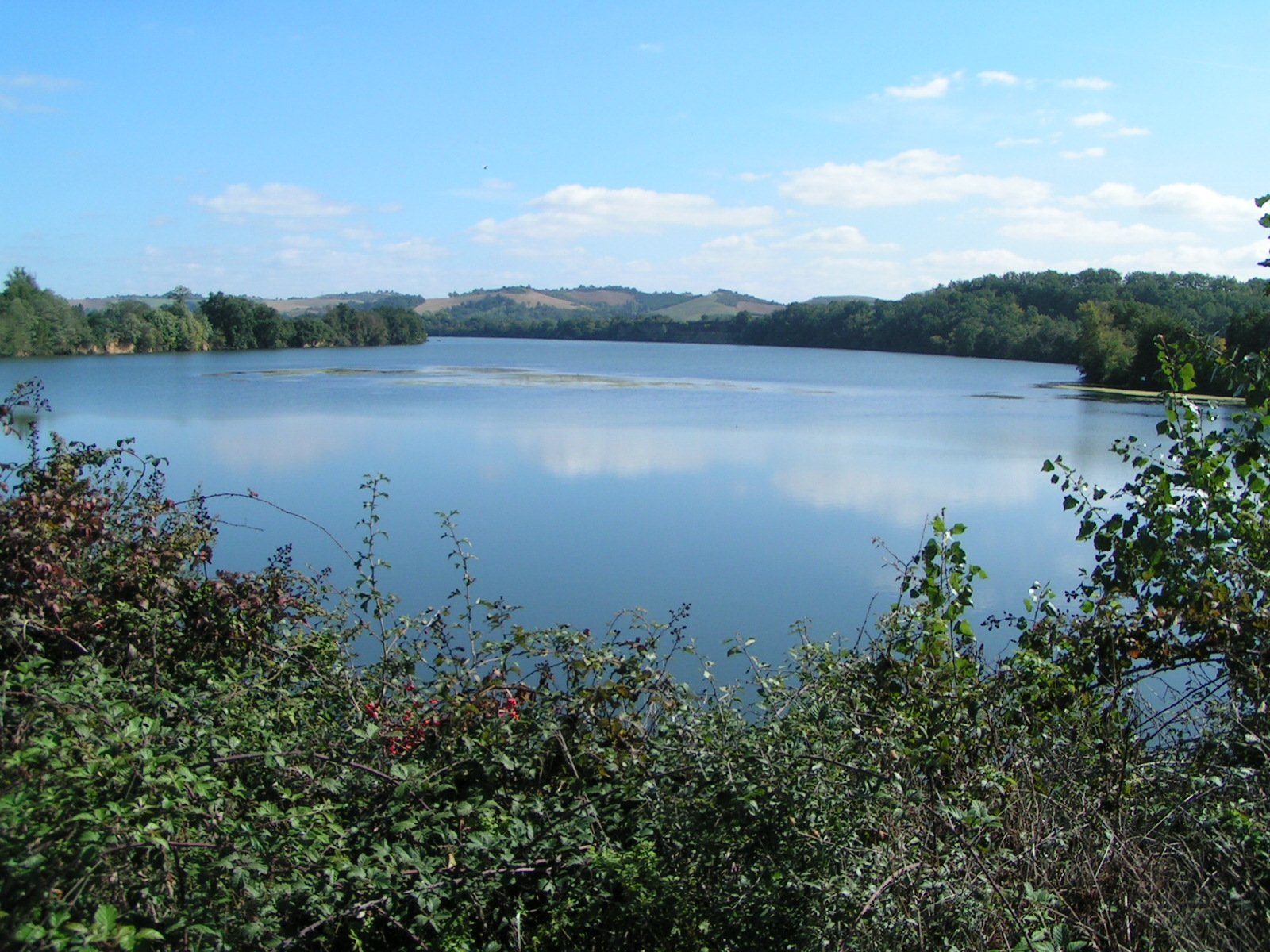
Озеро
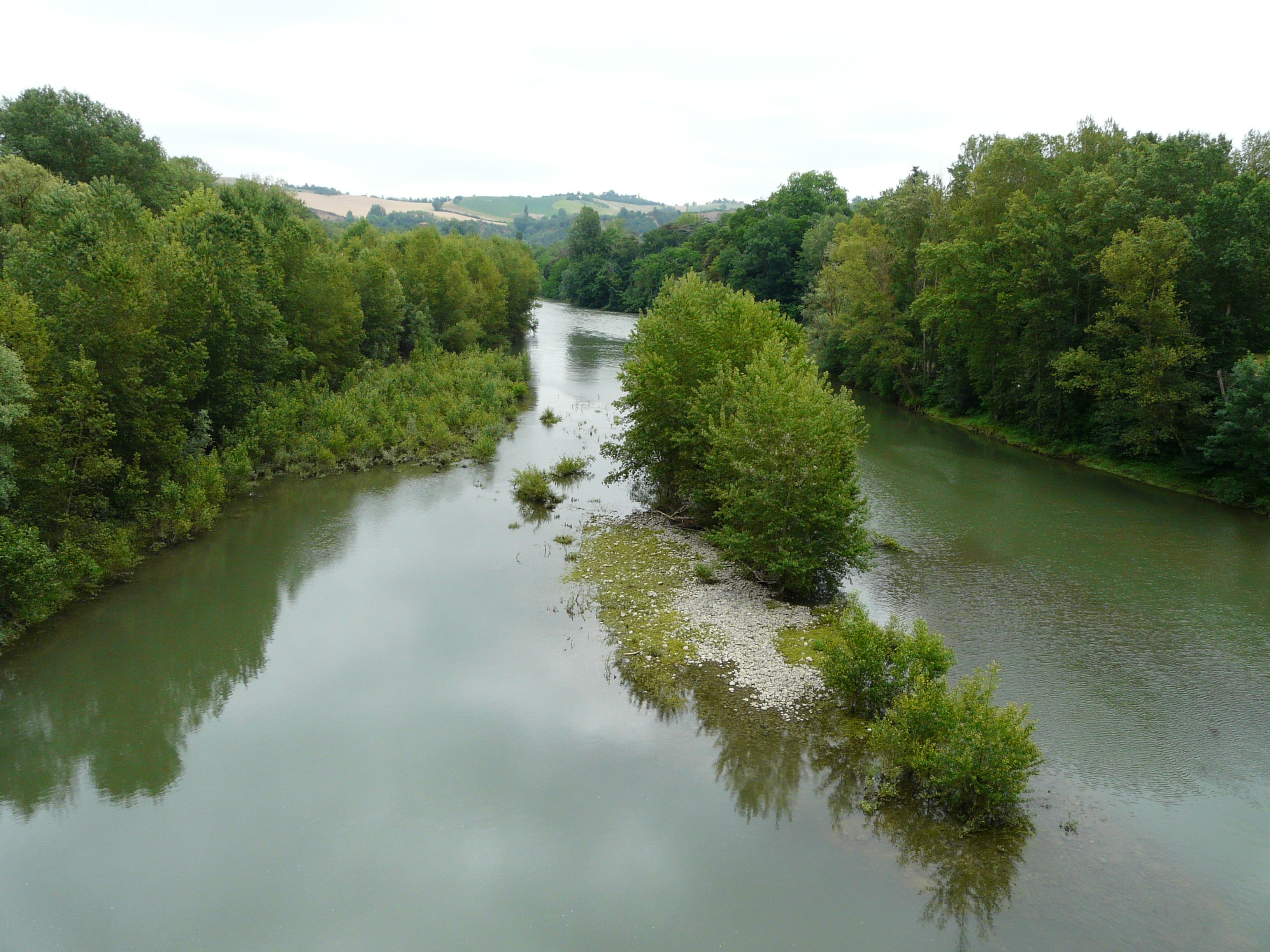
Река Гаронна